# إلينور روس
إلينور روس (بالإنجليزية: Elinor Ross)‏ هي مغنية أوبرا ومغنية أمريكية، ولدت في 1 أغسطس 1932 في تامبا في الولايات المتحدة.